# Jeff « Tain » Watts
Pour les articles homonymes, voir Watts (nom de famille).
Jeff « Tain » Watts est un batteur de jazz qui a joué avec des célébrités comme Branford et Wynton Marsalis, Betty Carter, Michael Brecker, et de nombreux autres musiciens. Il compose ses propres morceaux, qu'il joue dans ses enregistrements en tant que leader.

## Biographie
Jeff « Tain » Watts détient la particularité d'avoir participé à tous les disques de Branford et Wynton Marsalis récompensés par un Grammy Award.
Il a étudié la percussion classique à la Pittsburgh's Duquesne University (Mary Pappert School of Music), pour obtenir un diplôme de timbalier. Il a ensuite intégré la Berklee College of Music pour étudier le jazz, aux côtés de Kevin Eubanks, Greg Osby, Aimee Mann, Steve Vai et Marvin "Smitty" Smith.
Jeff a travaillé à la télévision et au cinéma en tant que musicien (de 1992 à 1995 au Tonight Show avec l'humoriste Jay Leno), et en tant qu'acteur (en 1990 dans le rôle du batteur Rhythm Jones dans le film Mo' Better Blues de Spike Lee).
De 1981 à 1988, il est aux côtés de Wynton Marsalis avec qui il obtient trois Grammy Awards. Il joue et enregistre de 1985 à 2009 avec le Branford Marsalis Quartet : Branford Marsalis (as), Joey Calderazzo (p), Eric Revis (b). Il se produit aujourd'hui avec ses propres groupes The Watts Project et le Jeff "Tain" Watts Quartet, ainsi qu'avec les pianistes McCoy Tyner, George Cables et Geri Allen, ou plus récemment le saxophoniste Odean Pope.
Il a lancé en 2007 son label Dark Key Music avec son album Folk's Songs, puis à partir de 2009 pour tous ses propres enregistrements. Le label Dark Key Music a remporté en 2010 un Grammy Award dans la catégorie Meilleur solo instrumental pour le disque de Terence Blanchard Dancin' 4 Chicken.

## Anecdotes
- Son surnom Tain lui aurait été attribué par Kenny Kirkland lors d'une tournée en Floride, lorsqu'ils passèrent en voiture devant une station-service de la marque Chieftain (chef de tribu), lui inspirant le Jeff-Tain[1].
- Jeff « Tain » Watts est un fan des Steelers de Pittsburgh, une équipe de football américain, et il apparaît sur la pochette de l'album de Branford Marsalis Braggtown avec le drapeau-symbole du Club, la Terrible Towel (en).

## Discographie

### Comme leader
- 2004 : Megawatts (enregistré en 1991)
- 1999 : Citizen Tain
- 2002 : Bar Talk
- 2004 : DeTAINed at the Blue Note
- 2007 : Folk's Songs - Dark Key Music
- 2009 : WATTS - Dark Key Music

### Comme sideman
Avec Winton Marsalis :
- 1982 : Wynton Marsalis - Wynton Marsalis
- 1983 : Think Of One
- 1984 : Hot House Flowers
- 1985 : Black Codes From The Underground
- 1986 : Live at Blues Alley
- 1987 : Standard Time Vol. 1
- 1988 : The Wynton Marsalis Quartet Live At Blues Alley
- 1989 : Black Codes (From the Underground)
- 1991 : Standard Time Vol. 2, Intimacy Calling
- 1991 : Thick In The South Soul Gestures In Southern Blue Vol. 1

Avec Branford Marsalis :
- 1984 : Scenes in the City - Branford Marsalis
- 1986 : Royal Garden Blues
- 1988 : Trio Jeepy
- 1988 : Random Abstract
- 1990 : Crazy People Music
- 1991 : The Beautiful Ones Are Not Yet Born
- 1992 : I Heard You Twice the First Time
- 1993 : Bloomington
- 1996 : Dark Keys
- 1999 : Requiem
- 2002 : Footsteps of Our Fathers
- 2001 : Contemporary Jazz
- 2003 : Romare Bearden Reveared
- 2004 : A Love Supreme Live
- 2004 : Eternal
- 2009 : Metamorphosen

Avec Ellis Marsalis :
- 1990 : Ellis Marsalis Trio
- 1993 : Whistle Stop

Avec David Kikoski :
- 1998 : The Maze - David Kikoski
- 2000 : Almost Twilight
- 2001 : Surf's Up
- 2001 : Comfortable Strange
- 2002 : 5
- 2003 : Combinations
- 2009 : Mostly Standards

Avec McCoy Tyner :
- 1986 : Double Trios - McCoy Tyner
- 2007 : Quartet

Avec Courtney Pine :
- 1989 : The Vision's Tale - Courtney Pine
- 1991 : Within the Realms of Our Dreams
- 1997 : Underground

Avec Michael Brecker :
- 1998 : Two Blocks From the Edge - Michael Brecker
- 1999 : Time Is of the Essence

Autres participations :
- Big and Warm (1985) - Big Nick Nicholas
- Dreams & Stories (1985) - Rodney Jones
- Parker's Mood (1985) - Sadao Watanabe
- Cornucopia (1986) - Stanley Jordan
- The Seventh Quadrant (1987) - Gary Thomas
- Early Bird (1987) - Donald Brown (en)
- Mixed Bag (1987) - Jim Snidero
- Meet The Magical Trio (1988) - James Williams
- Do the Right Thing (1988) - Bande originale du film
- Different Perspectives (1988) - Robin Eubanks
- Open House (1988) - Harry Miller
- For You Only (1988) - Marlon Jordan
- Quand Harry rencontre Sally (When Harry Met Sally...)  (bande son) (1989) - Harry Connick, Jr.
- Bottoms Up (1989) - Victor Bailey
- Falling in Love With Jazz (1989) - Sonny Rollins
- Hard Groovin' (1989) - Ricky Ford
- The Nurturer (1990) - Geri Allen
- Kenny Kirkland (1991) - Kenny Kirkland
- The Charmer (1991) - Charles Fambrough
- The Proper Angle (1991) - Charles Fambrough
- Something to Consider (1991) - Stephen Scott
- It's not About the Melody (1992) - Betty Carter
- Terence Blanchard (1992) - Terence Blanchard
- One For Dewey (1992) - Sal Marquez
- Survivors (1992) - Bud Revels
- A Moment (1993) - Lalah Hathaway
- Spodie's back (1993) - Derrick Shezbie
- Today's Night (1993) - Joe Ford
- Buckshot LeFonque (1994) - Buckshot LeFonque
- True Blue (1994) - Mark Whitfield
- Join the Band (1994) - Take 6
- Heavy Blue (1994) - Larry Willis
- From Now On (1995) - Sonny Fortune
- 52nd Street (1995) - Ron Affif
- PanaMonk (1996) - Danilo Perez
- Doky Brothers Vol. 2 (1996) - Doky Brothers
- The Child Within (1996) - Billy Childs
- Miles 2 Go (1996) - Mark Ledford
- Art Forum (1996) - Greg Osby
- Songbook (1997) - Kenny Garrett
- Double Gemini (1997) - Paul Bollenback
- Men in Black (1997) - bande originale du film
- Live in New-York (1998) - Stanley Jordan
- Central Avenue (1998) - Danilo Perez
- Moving Pictures (1998) - Ravi Coltrane
- Simply Said (1999) - Kenny Garrett
- Black Inside (1999) - Antonio Faraò
- Brighter Day (1999) - Ronny Jordan
- Soul Grooves (1999) - Paul Bollenback
- Fire Within (1999) - Don Braden
- Osteology (1999) - Conrad Herwig
- Sincerely (1999) - Floyd King
- Next Time Around (1999) - Jason Rebello
- Joey Calderazzo (2000) - Joey Calderazzo
- Rainbow Mountain (2000) - Lew Soloff
- Unseen Universe (2000) - Conrad Herwig
- JBeauty Burning (2000) - Joe Locke
- Treasure Chest (2000) - Joe Gilman
- Vertigo (2001) - René Marie
- Heartstrings (2001) - Russell Malone
- Storytelling (2001) - Joe Locke
- Branching Out + dvd (2001) - William Cepeda
- Eyes of the Elders (2001) - T.K. Blue
- Dreams (2001) - Paul Bollenback
- Gramercy Park (2001) - Michael Borstlap
- Steppin' Zone (2001) - Alex Sipiagin
- Rhythm of Life (2002) - Claudia Acuna
- Blue Black (2002) - Jean Toussaint
- Cinématique (2002) - Chris Minh Doky
- Tonight At Noon: Three of Four Shades of Love (2002) - The Mingus Big Band
- Lay of the Land (2002) - Mike Pope
- Life On Earth (2002) - Renee Rosnes
- New Light (2002) - Bill Mobley
- Land of Shadow (2003) - Conrad Herwig
- Tales of the Stuttering Mime (2004) - Eric Revis
- Translinear Light (2004) - Alice Coltrane
- Forever (2004) - Jimmy Greene
- Tales Of Time and Space (2004) - Paul Grabowsky
- Weaving Symbolics (2005) - Steve Coleman
- Outside by the Swing (2005) - Chihiro Yamanaka
- Bamisphere (2005) - Gino Sitson
- Metamorphosis (2005) - Yosvany Terry
- 117 Ditmas Avenue (2005) - Kasper Villaume
- Parallel Lines (2005) - Dimitri Vassilakis
- Dreams & Stories (2005) - Rodney Jones
- Channel Three (2005) - Greg Osby
- Too Funky to Ignore (2006) - Hiram Bullock
- Braggtown (2006) - Branford Marsalis
- Unified Presence (2006) - David Gilmore
- Walking With My Bass (2006) - Nilson Matta
- Deep, Down and Discofield (2006) - Simon Dunmore
- Conversations (2007) - Chris Berger
- Refugee (2007) - Hector Martignon
- Letter to Herbie (2008) - John Beasley
- The Impaler (2009) -  Danish Radio Big Band feat. Tain
- Positootly! (2009) - John Beasley
- American Spectrum (2009) - North Carolina Symphony
- Odean's List (2009) - Odean Pope

## Récompenses
- Grammy Awards : 6[2]
- Propositions aux Grammy Awards : 14

| Tableau des Grammy Awards de Jeff "Tain" Watts |                                                         |                                   |       |                |          |                                            |
| Année                                          | Catégorie                                               | Titre                             | Genre | Label          | Résultat | Avec :                                     |
| 1986                                           | Best Jazz Instrumental Performance - Group              | Black Codes From The Underground  | Jazz  | Columbia       | Lauréat  | Wynton Marsalis                            |
| 1987                                           | Best Jazz Instrumental Performance - Group              | J Mood                            | Jazz  | Columbia       | Lauréat  | Wynton Marsalis                            |
| 1988                                           | Best Jazz Instrumental Performance - Group              | Marsalis Standard Time - Volume 1 | Jazz  | Columbia       | Lauréat  | Wynton Marsalis                            |
| 1988                                           | Best Jazz Instrumental Performance - Group              | Trio Jeepy                        | Jazz  | Columbia       | Proposé  | Branford Marsalis                          |
| 1990                                           | Best Jazz Instrumental Performance - Group              | Mo Better Blues (soundtrack)      | Jazz  | CBS            | Proposé  | Branford Marsalis Quartet                  |
| 1993                                           | Best Jazz Instrumental Performance, Individual Or Group | I Heard You Twice The First Time  | Jazz  | Columbia       | Lauréat  | Branford Marsalis Quartet                  |
| 1996                                           | Best Jazz Instrumental Album                            | PanaMonk                          | Jazz  | Impulse        | Proposé  | Danilo Perez                               |
| 1998                                           | Best Jazz Instrumental Album                            | Songbook                          | Jazz  | Warner Bros.   | Proposé  | Kenny Garrett                              |
| 2000                                           | Best Jazz Instrumental Album by an Individual or Group  | Requiem                           | Jazz  | Columbia       | Proposé  | Branford Marsalis Quartet                  |
| 2000                                           | Best Jazz Instrumental Album by an Individual or Group  | Time is of the Essence            | Jazz  | Verve          | Proposé  | Michael Brecker                            |
| 2001                                           | Best Jazz Instrumental Album by an Individual or Group  | Contemporary Jazz                 | Jazz  | Columbia       | Lauréat  | Branford Marsalis Quartet                  |
| 2005                                           | Best Jazz Instrumental Album by an Individual or Group  | Eternal                           | Jazz  | Marsalis Music | Proposé  | Branford Marsalis Quartet                  |
| 2001                                           | Best Latin Jazz Album                                   | Refugee                           | Jazz  | Verve          | Proposé  | Hector Martignon                           |
| 2009                                           | Best Jazz Instrumental Solo                             | Watts                             | Jazz  | Dark Key       | Lauréat  | Terence Blanchard pour "Dancin' 4 Chicken" |